# Sporocarp
Een sporocarp (meervoud sporocarpen) bij de Salviniales (een klasse van echte varens) is een bolle, langwerpige tot boonvormige structuur, waarin de sporangia staan. Ook wordt de term sporocarp gebruikt voor de 'vruchtlichamen' bij schimmels, zoals de paddenstoelen.
Meer voorkomend bij varens is het sporangiënhoopje (ingekort tot "sporenhoopje", sorus), vaak afgedekt met een vliesje: het indusium of dekvliesje. Hier staan de sporangiën in verzameld.

## Salviniales
Een sporocarp komt o.a. voor bij de orde Salviniales:
- Orde Salviniales
  - Familie Salviniaceae
    - Geslacht Azolla; met onder andere A. cristata, A. filiculoides
    -  Geslacht Salvinia: met onder andere S. natans

  -  Familie Marsileaceae
    - Geslacht Marsilea; met onder andere M. quadrifolia
    - Geslacht Pilularia; met onder andere P. globulifera
    - Geslacht Regnellidium; met onder andere R. diphyllum,  † R. upatoiensis:
    -  † Soort Regnellites nagashimae
    -   † Soort Rodeites dakshinii

Bij Azolla (een geslacht van varens) vormen zich aan de onderzijde van de blaadjes (zelden) kleine, bolvormige sporocarpen, die de sporendoosjes of sporangia omvatten. Azolla-soorten zijn heterospoor en produceren twee soorten sporen in twee verschillende soorten sporocarpen:
- De (mannelijke) microsporocarpen zijn bolvormig, tot 2 mm in diameter, rood of groen gekleurd, en bevatten vele microsporangia met zeer kleine microsporen.
- De (vrouwelijke) macrosporocarpen zijn kleiner en bevatten elk één macrosporangium met telkens één grote macrospore (megaspore).

|  |  |  |  |

De Marsileaceae (een familie van varens) zijn heterospoor, ze vormen kleine mannelijke en grote vrouwelijke (meio-)sporen. De sporangia zijn eenslachtig: ze vormen gewoonlijk één soort van meiosporen. Ze staan met meerdere in bolle of in langwerpige tot boonvormige sporocarpen op aparte, dikwijls vertakte bladsteel die ontspringt aan de basis van de bladsteel van het onvruchtbare blad. De sporocarp is van oorsprong een gemodificeerd blad. De sporen worden hierdoor beschermd bij droogte, en worden vrijgelaten zodra de sporocarp onder water verdwijnt.
Deze voor varens unieke structuren lijken een evolutionaire adaptatie van de Pilvarenfamilie (Marsileaceae) aan een amfibische levenswijze.